# بوشوالد ۳۲۰۹
سیارک ۳۲۰۹ (به انگلیسی: 3209 Buchwald، نامگذاری:1982BL1) سه هزار و دویست و نهمین سیارک کشف شده‌است که در ۲۴ ژانویه ۱۹۸۲ کشف شد.
قدر مطلق سیارک برابر ۱۳٫۶۰ است.